# Friville-Escarbotin
Friville-Escarbotin je francouzská obec v departementu Somme v regionu Hauts-de-France. V roce 2010 zde žilo 4 541 obyvatel. Je centrem kantonu Friville-Escarbotin.